# Hemigryllus vocatus
Hemigryllus vocatus är en insektsart som beskrevs av Andrej Vasiljevitj Gorochov 1999. Hemigryllus vocatus ingår i släktet Hemigryllus och familjen syrsor. Inga underarter finns listade i Catalogue of Life.